# Så meget godt i vente
Så meget godt i vente er en dokumentarfilm fra 2014 instrueret af Phie Ambo efter eget manuskript.

## Handling
Niels Stokholm er en af de mest idealistiske landmænd i bondelandet Danmark. Hele hans livssyn handler om at skabe bæredygtighed og om at leve i harmoni og respekt for naturen på det biodynamiske landbrug, Thorshøjgård, i Nordsjælland. Niels og hans kone Rita producerer råvarer til flere af de bedste restauranter i Danmark, - her henter Danmarks førende kokke de unikke råvarer, som er med til at placere Danmark synligt på det gastronomiske verdenskort. Men deres idealisme og måde at drive landbrug på, er en torn i øjet på myndighederne. Med regulativer og forordninger i hånden truer de Niels med at fratage ham retten til at have dyr på gården og det kan koste ham muligheden for overhovedet at drive landbrug på Thorshøjgård. For Niels er gården og hans dyr ikke noget, der er begrænset til hans levetid. Han har visioner for fremtidige generationer og ønsker, at den jord han efterlader, også skal være frugtbar til glæde for mennesker i de næste tusinde år .